# Carte Noire
Carte Noire (рус. Карт Нуа́р) — французский производитель кофе, основанный в 1978 году и принадлежащий итальянской компании Luigi Lavazza (Турин) с февраля 2016 года. Ранее бренд входил в состав американской группы Mondelēz International, возникшей в результате выделения из Kraft Foods.

## История
В 1978 году Рене Монье, основатель компании Café Grand'Mère, создал Carte Noire. Тогда на кофейном рынке было всего три бренда: Maison du café, Grand'Mère и Jacques Vabre. Бренд внедряет инновации с точки зрения вкуса, упаковки и коммуникации.
В то время как рынок, в основном, предлагает кофе, приготовленный из смеси арабики и робусты, Carte Noire развивает сегмент высококачественного кофе чистой арабики. В то время, когда кофе ещё был представлен в жёстких коробках, бренд внедрил инновации с помощью клапана свежести и гибких пакетов, которые были более чувственными на ощупь.
В 1982 году бренд был куплен компанией Jacobs Suchard, которой также принадлежат кофейные бренды Jacques Vabre и Jacobs. В то же время бренд Carte Noire закупил компанию Grand'Mère. В 1990 году бренд Carte Noire был куплен компанией Phillip Morris Companies, которая была интегрирована в свою европейскую пищевую дочернюю компанию Kraft Jacobs Suchard, созданную в 1993 году в результате слияния Kraft General Foods Europe и Jacobs Suchard.
В 2007 году компания Kraft Foods стала независимой, а к 2012 году она разделилась на две части. Carte Noire, в свою очередь, присоединился к международной организации Mondelēz International.
В ноябре 2014 года, во время эстетического изменения в упаковке капсул, исчезло упоминание об «эксклюзивной арабике».
Чтобы выполнить требования Европейской комиссии в отношении слияния кофейных предприятий Mondelēz International и Jacobs Douwe Egberts, в июле 2015 года компания Lavazza провела переговоры о покупке Carte Noire. Окончательная продажа вступила в силу в феврале 2016 года на сумму 750 миллионов евро. Douwe Egberts сохраняет за собой дистрибуцию капсул T-Discs для Tassimo, а также бренда Velours Noir.
В течение 2017 года, после приобретения бренда компанией Lavazza, растворимый кофе Carte Noire больше не распространялся, так как старые запасы были распроданы. С июля 2018 года в магазинах вновь начались продажи кофе Carte Noire (масса 144 г). Упаковка и состав были видоизменены.

## Производство
Кофе Carte Noire обжаривают во Франции, в городке Лавэрун пригорода Монпелье региона Окситания, на фабрике, которая также производит кофе Jacques Vabre и Café Grand'Mère и принадлежит Mondelez. С 1990 года Carte Noire экспортируется в Англию, Бельгию, Россию, Украину, Марокко и Канаду.
В конце 2009 года компания Kraft Foods объявила, что годовой объём производства в Лавэруне приближается к 45000 тонн, предназначенных для французского и международного рынков — в Польше, Чехии, Украине, России и странах Магриба. Башня для хранения высотой 36,7 метра обычно окрашена в зелёный цвет. По случаю 40-летия фабрики Cart Noire она была переоформлена в цветах чёрно-золотой кофейной упаковки. В 2009 году доля рынка во Франции составляла 20%.

## Виды
Существует несколько видов кофе Carte Noire: молотый, растворимый, в зёрнах или в капсулах. Мягкие капсулы могут быть адаптированы к большому количеству кофеварок, в то время как пластиковые капсулы совместимы только с кофеварками марки «Tassimo», которые сами производятся группой Kraft Foods.

### Продукция
- Velours Noir (1987) — более сладкий кофе.
- Carte Noire Infini (1992) — кофе без кофеина.
- В 1995 году появился первый эко-рефил для растворимого кофе, который позволил повторно использовать бутылку, а также первые индивидуальные вакуумные фильтрующие капсулы для перколяторов.
- С 1997 года кофе Carte Noire выпускается также в мягких капсулах.
- В 2004 году были созданы жёсткие капсулы для автоматов Tassimo.
- В 2007 году бренд Carte Noire выпустил свой первый растворимый эспрессо Divinement Expresso.
- Carte Noire Harmony (2008) — кофе с пониженным содержанием кофеина, отвечающий двойным ожиданиям клиентов: удовольствие от кофе с богатым вкусом и на 30% меньшим содержанием кофеина.
- В 2011 году капсулы были оснащены новым сотовым фильтром[6].

## В популярной культуре
В большинстве аудиовизуальных рекламных роликов бренда используются определённые коды, которые определили его роскошный образ: постановка пары, словно перенесённой запахом кофе и чёрной вуалью (фр. la mise en scène d'un couple semblant transporté par l'odeur du café et d'un voile noir), под музыку, последними словами которой являются «Попробуй запомнить» (фр. «Essaye de te souvenir»). По словам Паскаля Бурдена из рекламного агентства Euro RSCG GBHR, отвечающего за рекламную кампанию в 1998 году, рекламные ролики должны были передавать «ценности соблазнения и мечты». Режиссёром выступил Жан-Жак Анно.
Оригинальная песня «Try to Remember» была написана американским композитором Харви Шмидтом. Чёрный и золотой цвета характеризуют бренд как в логотипе, так и в презентации различных продуктов. Дизайн золотой ленты, украшенной белой этикеткой с надписью «Carte Noire» на чёрном фоне, является общим для всей упаковки. В 1985 году на экранах была раскрыта подпись «Carte Noire, a coffee named desire», а вместе с ней и мир соблазнения и интенсивности.
В 2011 году бренд Carte Noire выбрал новую звуковую идентичность и новый слоган, порывая с рекламной сагой о желаниях, которая длилась более 25 лет. Его новый слоган: «Carte Noire, время жить сильнее» (фр. «Carte Noire, le temps de vivre plus fort»), а его новая музыка — Breathe группы Télépopmusik. Режиссёром рекламного ролика является Шон Эллис — режиссёр фильма «Возврат». Бренд Carte Noire хотел воплотить идею кофе настолько интенсивно, чтобы он мог остановить время и предоставить привилегированную интерлюдию, чтобы сосредоточиться на важных вещах в жизни. По этому случаю Carte Noire останавливает время на YouTube, чтобы дать пользователям Интернета опыт: они оказываются вовлечёнными в безумную гонку, которая сделает их хозяевами времени.

## Спонсорство
- В 1989 году Carte Noire спонсировал шоу Cinéstars с Мишелем Друкером на телеканале TF1, затем до 1994 года бренд являлся спонсором Ciné Dimanche.
- В 1997 году Carte Noire устроил партнёрство с Canal+ для продвижения премий Сезар, Оскар и Каннского кинофестиваля, а также всех фильмов и шоу (таких как Le Grand Journal).
- Также в 1997 году Cart Noire объединил усилия с премией Приз Луи Деллюка, которая присуждается лучшему французскому фильму года. В 1998 году бренд выступил спонсором премий Патрика Девера и Роми Шнайдера, которые вознаграждают надежды французского кино.
- С 2001 года Cart Noire спонсирует премию Prix Ciné Roman Carte Noire, которая присуждается за роман, который может быть адаптирован для кинематографа.
- С 2000 по 2003 год Carte Noire стал главным партнёром Парижского кинофестиваля.
- В 2009 году Carte Noire объединил усилия с AlloCiné — эталонным сайтом для кино.

## Взаимоотношения с клиентами и программа лояльности
В начале 2010 года Carte Noire запустил «Club Désir&Moi» — программу лояльности, основанную на эфемерном и эксклюзивном контенте. Еженедельно бренд отправляет своим пользователям информационный бюллетень, в котором рассказывается о фильме, который скоро выйдет в кинотеатрах, и предлагаются специальные предложения, купоны на скидку, билеты в кино и фирменные товары, которые можно выиграть.
С сентября 2011 года участники могут «собирать звёзды» на упаковках кофе в ассортименте, чтобы получить привилегированный доступ к чашкам, кружкам и кофемашинам Tassimo.